# UCI-BMX-Racing-Weltcup 2014
Beim UCI-BMX-Racing-Weltcup 2014, auch UCI-BMX-Supercross-Weltcup genannt, wurden durch die Union Cycliste Internationale die Weltcup-Sieger im BMX-Rennsport ermittelt.

## Termine
Der Weltcup-Kalender wurde im Juni 2013 bekanntgegeben worden und enthielt fünf Rennen in fünf verschiedenen Ländern, verteilt über den Zeitraum von April bis September:
- Manchester: 18. und 19. April
- Papendal: 10. und 11. Mai
- Berlin: 13. und 14. Juni
- Santiago del Estero: 6. und 7. September
- Chula Vista: 26. und 27. September

Jedes Rennen ging über zwei Tage; der erste Tag war der Qualifikation gewidmet, der zweite den Endläufen. Die Modalitäten der Qualifikation wurden erheblich geändert: Fortan waren die ersten 16 Fahrer und die ersten 8 Fahrerinnen des Gesamtklassements automatisch für die Endläufe qualifiziert, mussten aber ein Zeitfahren bestreiten, um die Setzliste für die Endläufe zu bestimmen. Die Gewinner des Zeitfahrens erhielten eine Auszeichnung, die Ergebnisse gingen aber nicht mehr wie in den Vorjahren in die Gesamtwertung ein. Alle übrigen Fahrer und Fahrerinnen mussten sich über eine Serie von je drei Vorläufen qualifizieren.
Die dritte Runde fand im Berliner Mellowpark statt. Sie war (Stand 2024) die einzige Runde des BMX-Weltcups, die jemals in Deutschland ausgetragen wurde.

## Männer
| # | Datum         | Ort                 | Erster           | Zweiter        | Dritter        |
| - | ------------- | ------------------- | ---------------- | -------------- | -------------- |
| 1 | 19. April     | Manchester          | Liam Phillips    | Anthony Dean   | Tory Nyhaug    |
| 2 | 11. Mai       | Papendal            | Sam Willoughby   | Twan van Gendt | Liam Phillips  |
| 3 | 14. Juni      | Berlin              | Māris Štrombergs | Twan van Gendt | Joris Daudet   |
| 4 | 7. September  | Santiago del Estero | Māris Štrombergs | Liam Phillips  | Tory Nyhaug    |
| 5 | 27. September | Chula Vista         | Sam Willoughby   | Nicholas Long  | Carlos Ramírez |

Gesamtwertung
| Platz | Name           | Punkte |
| ----- | -------------- | ------ |
| 1     | Liam Phillips  | 710    |
| 2     | Anthony Dean   | 610    |
| 3     | Twan van Gendt | 570    |
| 4     | Corben Sharrah | 550    |
| 5     | Connor Fields  | 545    |
| 6     | Joris Daudet   | 530    |

## Frauen
| # | Datum         | Ort                 | Erste             | Zweite            | Dritte            |
| - | ------------- | ------------------- | ----------------- | ----------------- | ----------------- |
| 1 | 19. April     | Manchester          | Caroline Buchanan | Brooke Crain      | Stefany Hernández |
| 2 | 11. Mai       | Papendal            | Laura Smulders    | Felicia Stancil   | Stefany Hernández |
| 3 | 14. Juni      | Berlin              | Caroline Buchanan | Mariana Pajón     | Manon Valentino   |
| 4 | 7. September  | Santiago del Estero | Mariana Pajón     | Alise Post        | Melinda McLeod    |
| 5 | 27. September | Chula Vista         | Mariana Pajón     | Caroline Buchanan | Alise Post        |

Gesamtwertung
| Platz | Name              | Punkte |
| ----- | ----------------- | ------ |
| 1     | Caroline Buchanan | 925    |
| 2     | Mariana Pajón     | 760    |
| 3     | Laura Smulders    | 725    |
| 4     | Stefany Hernández | 725    |
| 5     | Brooke Crain      | 670    |
| 6     | Felicia Stancil   | 605    |